# New Vineyard (Maine)
New Vineyard est une ville américaine située dans le Comté de Franklin, dans le Maine. Selon le recensement de 2020, sa population est de 721 habitants.